# Dombeya latipetala
Dombeya latipetala är en malvaväxtart som beskrevs av Arenes. Dombeya latipetala ingår i släktet Dombeya och familjen malvaväxter. Inga underarter finns listade i Catalogue of Life.